# Henry Wallace
Henry Agard Wallace (Orient, 7 oktober 1888 – Danbury, 18 november 1965) was een Amerikaans politicus en uitgever. Hij was, als Democraat, de 33e vicepresident van de Verenigde Staten onder president Franklin Delano Roosevelt van 1941 tot 1945. Eerder was hij als Republikein minister van Landbouw onder president Roosevelt van 1933 tot 1940. Na zijn vicepresidentschap was hij minister van Economische Zaken onder presidenten Roosevelt en Harry S. Truman van 1945 tot 1946.

## Vroege jaren
Henry Agard Wallace werd geboren op de boerderij van zijn ouders nabij Orient in Adair County in de staat Iowa. Zijn vader was Henry Cantwell Wallace, van 1921-1924 minister van Landbouw onder Warren Harding en Calvin Coolidge tot zijn overlijden op 24 oktober 1924.
Wallace studeerde af aan de Iowa State University in 1910. Hij ging meteen op de redactie van zijn vaders tijdschrift Wallace's Farmer in Des Moines werken. Na zijn vaders overlijden werd hij eigenaar en eindredacteur, wat hij tot 1929 zou blijven. 
In 1914 trouwde hij met Ilo Browne.

## Minister van Landbouw
Oorspronkelijk was Wallace een liberale Republikein, maar als voorstander van Franklin Delano Roosevelts New Deal-politiek stapte hij over naar de Democratische Partij. In 1933 werd hij door Roosevelt benoemd als minister van Landbouw. Deze functie zou hij bekleden tot op het moment dat hij in 1940 gekozen werd als running mate van Roosevelt voor de presidentsverkiezingen in dat jaar.

## Vicepresident
Met de presidentsverkiezingen in 1940 werd Wallace als running mate van Roosevelt als vicepresident gekozen. Hij werd op 20 januari 1941 geïnstalleerd en zou tot 20 januari 1945 de vicepresident blijven.

## Minister van Economische Zaken
In 1945 werd hij door Roosevelt als minister van Economische Zaken (Handel) benoemd. Na Roosevelts overlijden in april 1945, bleef hij minister onder Truman. In september 1946 werd hij door Truman uit zijn functie ontslagen wegens meningsverschillen over de te voeren harde lijn politiek van Truman ten opzichte van de Sovjet-Unie.

## Latere jaren
Na zijn ministerschap werd Wallace redacteur van het tijdschrift The New Republic en gebruikte deze positie om het beleid van Truman te blijven bekritiseren. In 1948 was hij de presidentskandidaat voor de Progressive Party bij de Amerikaanse presidentsverkiezingen. Hier verkreeg hij 2,4% van de stemmen en kreeg hij geen enkele kiesman achter zich. Wallace richtte zich weer op landbouwzaken en vestigde zich in South Salem in de staat New York.
Hij overleed op 18 november 1965 in Danbury in Connecticut.
Het Henry A. Wallace Beltsville Agricultural Research Center, 's werelds grootste landbouwonderzoekscomplex, is naar hem vernoemd.